# 1694

## Родени
- 4 юни – Франсоа Кене, френски икономист, физиократ
- 8 август – Франсис Хътчисън, ирландски и шотландски философ († 1746 г.)
- 29 август – Шарлота фон Брауншвайг-Люнебург, германска принцеса
- 21 ноември – Волтер, френски писател

## Починали
- 1 май – Мария Елизабета Лемерихт, майката на Йохан Себастиан Бах
- 30 ноември – Марчело Малпиги, италиански лекар, анатом и микроскопист (р. 1628)